# Andreas Dibowski

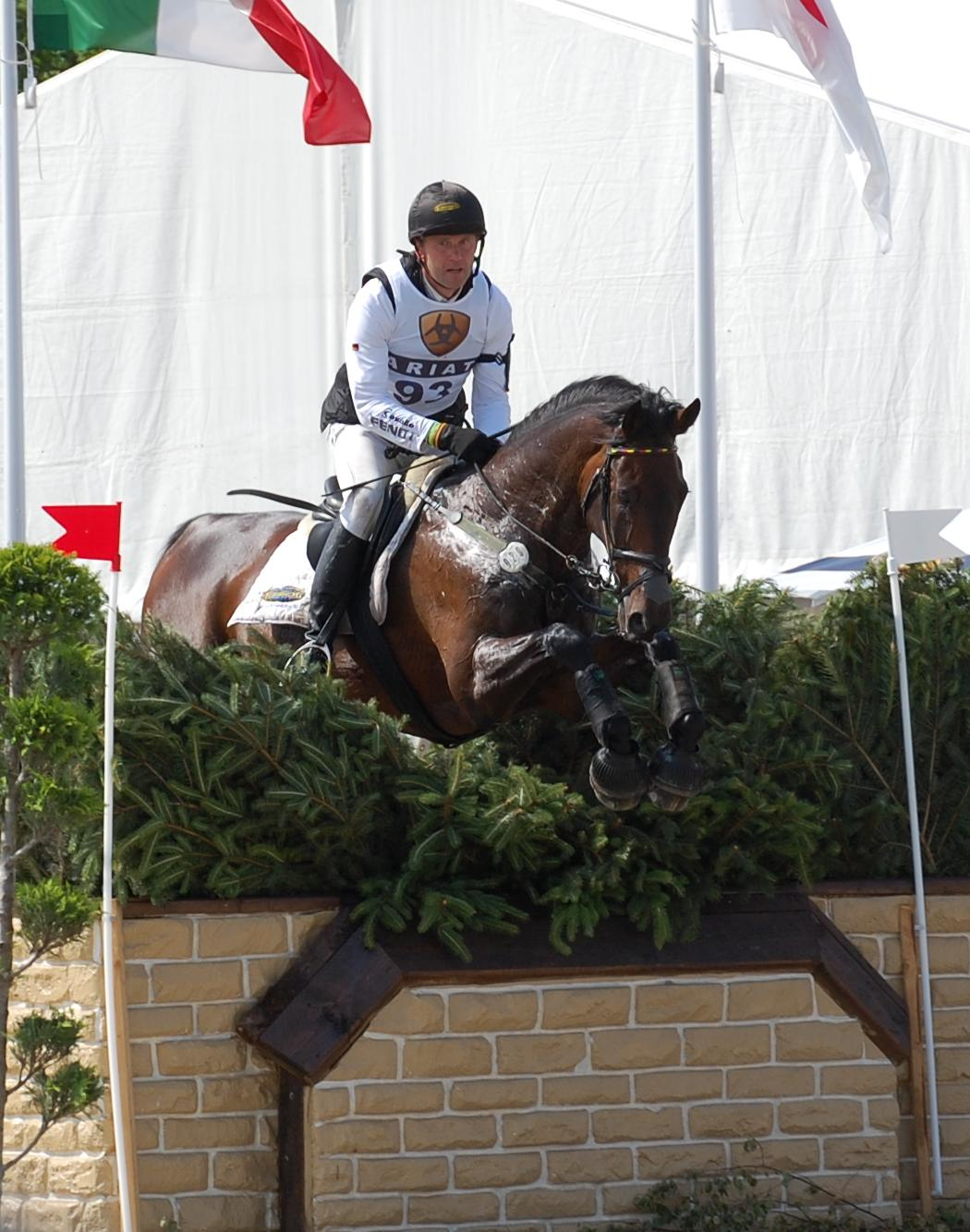
Sieger des CCI 4* Luhmühlen 2011: Andreas Dibowski und Butts Leon

Andreas Dibowski (* 29. März 1966 in Hamburg) ist ein deutscher Vielseitigkeitsreiter.

## Werdegang und Erfolge

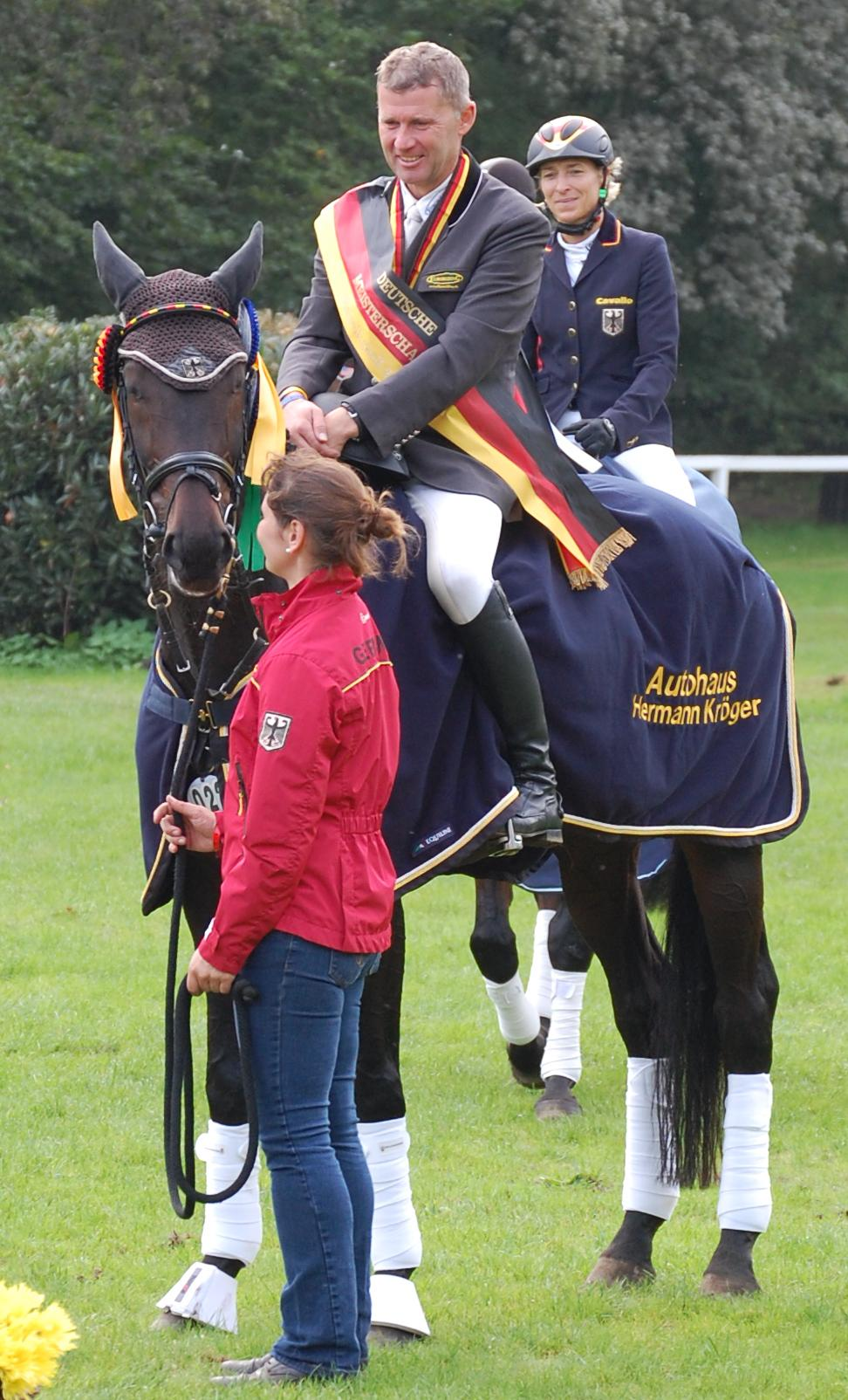
Andreas Dibowski mit FRH Butts Leon, Deutsche Meister 2013

Im Oktober 1975 zog Dibowskis Familie von Hamburg nach Wohlesbostel. Seine Eltern wollten ihm und seiner Schwester die Möglichkeit geben, ihre Tier- und Naturliebe in der entsprechenden Umgebung ausleben zu können. Sein erstes Pony erhielt Dibowski im Frühjahr des Jahres 1976. Mit diesem bestritt er in Folge erste ländliche Turniere in der Umgebung. Drei Jahre später erhielt er bei Uwe Wichmann in Harburg in Springen und Dressur seine reiterliche Ausbildung.
Im Jahr 1982 erhielt er sein erstes Großpferd, ein Jahr später entschied er sich für die Vielseitigkeitsreiterei. Von 1984 bis 1987 machte er eine Ausbildung zum Pferdewirt an der niedersächsischen Landesreitschule in Hoya. In Sacramento folgte 1988/89 eine Fortbildung im Springreiten bei Rudy Leone. Er wurde erstmals Niedersächsischer Landesmeister und startete bei einem CCI.
Seit 1990 ist Dibowski Pferdewirtschaftsmeister. 1993 erreichte er beim CCI in Falsterbo als Zweitplatzierter einen ersten internationalen Erfolg. 1995 wurde Dibowski auf Goldika Vizeeuropameister der ländlichen Reiter und Europameister mit der Mannschaft in Holziken. Seit 1997 betreibt er einen eigenen Vielseitigkeits-Reitstall auf dem Gestüt Irenenhof in Döhle. Im selben Jahr wurde er bei der Europameisterschaft in Burghley House mit Andora Elfter. 
Bei den Olympischen Spielen 2000 in Sydney wurde Dibowski mit Leonas Dancer Vierter mit der Mannschaft. Zudem erreichte er 2000 den zweiten Rang in der FEI-Weltrangliste. Ein Jahr darauf erreichte er mit Ginger Platz fünf bei der Europameisterschaft in Pau. Herausragendes Ergebnis 2002 war der zweite Rang in der Weltcupwertung. Außerdem startete er mit Leonas Dancer bei den Weltreiterspielen 2002 in Jerez.
2004 konnte Dibowski mit Little Lemon in Athen zum zweiten Mal an den Olympischen Spielen teilnehmen. Aufgrund der Verwicklungen um Bettina Hoy gewann er im Mannschaftswettbewerb nicht die sportlich erreichte Goldmedaille, sondern verpasste als Viertplatzierter erneut eine Medaille. Im Einzelwettbewerb wurde er Dreizehnter. Trotz der aberkannten Goldmedaille bekam die Mannschaft inklusive Dibowski im folgenden Jahr von Bundespräsident Horst Köhler das Silberne Lorbeerblatt verliehen. 2005 erreichte er mit Serve Well Rang sieben bei der Europameisterschaft in Blenheim und belegte den sechsten Platz in der FEI-Weltrangliste.
2008 startete Dibowski mit Butts Leon zum dritten Mal bei Olympischen Spielen. Er war hier Ersatz für Bettina Hoy, deren Pferd sich verletzt hatte. Am 12. August 2008 wurde Dibowski in der Vielseitigkeit bei den Olympischen Spielen in Peking zusammen mit Ingrid Klimke, Hinrich Romeike, Peter Thomsen und Frank Ostholt Olympiasieger mit der Mannschaft. 
2009 gewann er mit der Hannoveraner Stute FRH Serve Well den CICO*** des CHIO Aachen.
Bei den Weltreiterspielen 2010 wurde er mit Butts Leon Fünfter mit der Mannschaft und 46. im Einzel. Ende 2010 gewann er FRH Fantasia die CCI 4*-Prüfung in Pau, im Juni 2011 folgte mit Butts Leon sein erster Sieg im CCI 4* in Luhmühlen. Bei den Europameisterschaften 2011 war er Teil der deutschen Equipe, die die Mannschafts-Goldmedaille gewann, er selbst schied mit FRH Fantasia im Gelände durch Sturz aus.
An den Olympischen Sommerspielen 2012 nahm  Dibowski nicht teil, nachdem sein damaliges Spitzpferd Butts Leon Ende 2011 an die für Thailand startende Nina Ligon verkauft wurde. Nachdem das Pferd gut ein Jahr später wieder zum Verkauf stand, erwarb unter anderen der Vielseitigkeitsausschussvorsitzende des DOKR, Holger Heigel, Butts Leon und stellte ihn Dibowski wieder zur Verfügung. Im Jahr 2013 war Andreas Dibowski mit Butts Avedon erneut Teil der deutschen Goldequipe bei den Europameisterschaften, in der Einzelwertung kam er auf Rang 16. Wenige Wochen später wurde er mit Butts Leon zum ersten Mal deutscher Meister.
Im Jahr 2014 war Dibowski Mitglied der siegreichen Nationenpreismannschaften in Malmö und Waregem, auch ein Jahr später gewann die deutsche Equipe unter seiner Beteiligung in Waregem. Im Juni 2016 gewann er mit It's Me xx den CCI 4* Luhmühlen, für den Vollblüter war dies erst der dritte Start in einer 4*-Vielseitigkeit.
Erstmals seit 2013 war Dibowski bei den Weltreiterspielen 2018 Teil der deutschen Championatsmannschaft. Das deutsche Berufsreiterchampionat Vielseitigkeit, ausgetragen im Rahmen des CCI4*-S Marbach, gewann Andreas Dibowski zum ersten Mal im Mai 2019. Er ritt dort die Stute FRH Corrida.
Von Juni bis August 2010 hatte er den ersten Platz der Weltrangliste inne.

## Pferde

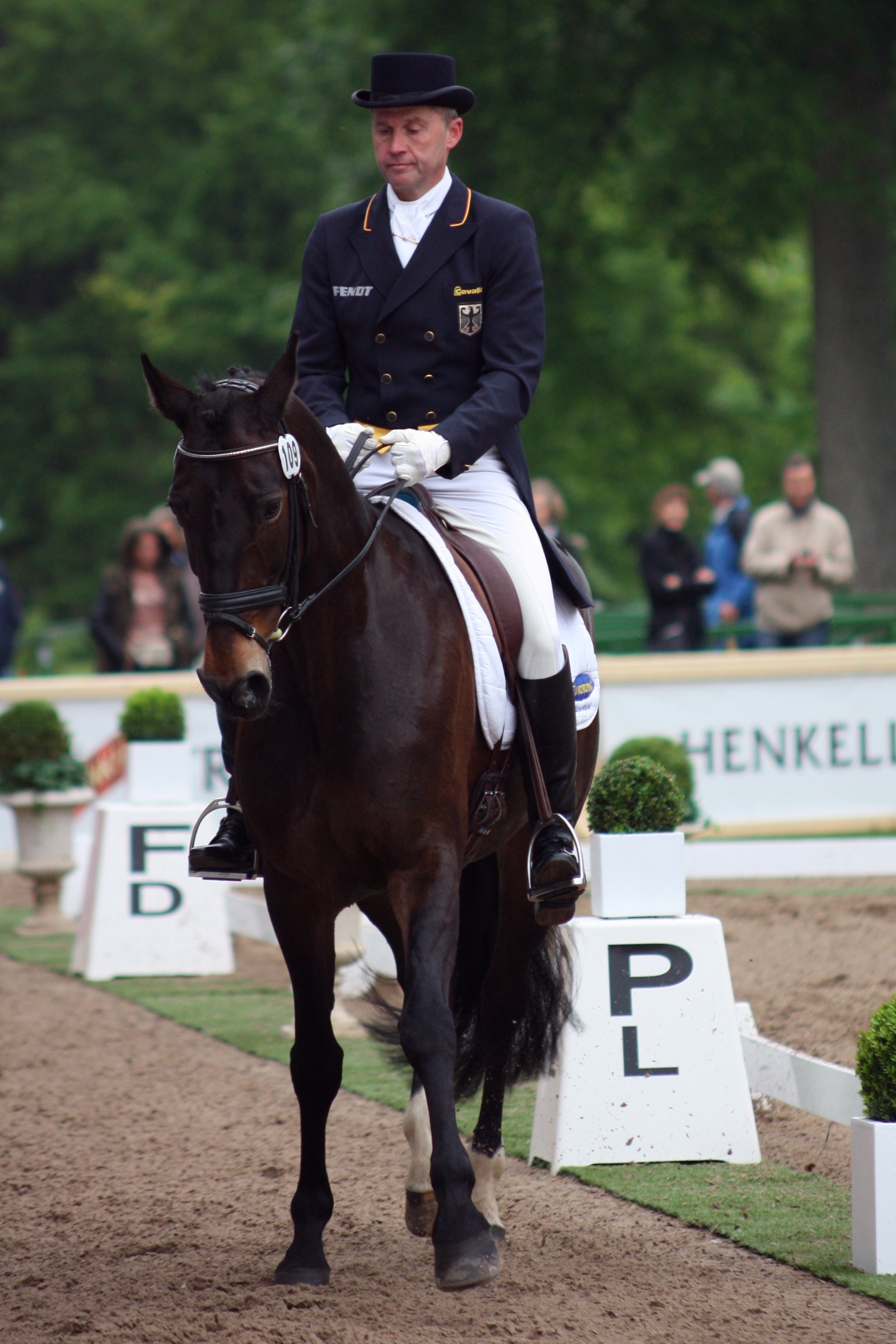
Andreas Dibowski und FRH Fantasia, Dressurprüfung beim CIC 3* Wiesbaden 2013

### Aktuell
- FRH Butts Avedon (* 2003), Hannoveraner Rapp-Wallach, Vater: Heraldik xx, Muttervater: Kronenkranich xx, Züchter: Friedrich Butt[6]
- It's Me xx (* 2004), brauner Englischer Vollblut-Wallach, Vater: Kahyasi xx, Muttervater: Local Suitor xx[7]
- FRH Corrida (* 2009), dunkelbraune Hannoveraner Stute, Vater: Contendro I, Muttervater: Espri[8]

### Ehemalige
- FRH Butts Leon (* 1997), brauner Hannoveraner Wallach, Vater: Heraldik xx, Muttervater: Star Regent xx, Züchter: Friedrich Butt; Eigner: Susanne und Holger Heigel, von Ende 2011 bis 2012 von Nina Ligon geritten, zuletzt 2013 im internationalen Sport eingesetzt[9]
- FRH Fantasia (* 2000), dunkelbraune Hannoveraner Stute, Vater: Federweisser, Muttervater: Quasi Roi; 2014 nach Südkorea verkauft und von Sangwuk Song geritten[10]
- FRH Serve Well (* 1994), braune Hannoveraner Stute, Vater: Sherlock Holmes, Muttervater: Warkant, zuletzt 2009 im internationalen Sport eingesetzt[11]
- FRH Little Lemon (* 1991), brauner Hannoveraner Wallach, Vater: Lemon xx, Muttervater: Pokal, zuletzt 2008 im internationalen Sport eingesetzt[12]
- FRH Leonas Dancer (* 1991), brauner Hannoveraner Wallach, Vater: Solo Dancer xx, Muttervater: Basalt xx, wurde ab 2007 von Nico Sitzer geritten[13]